# (17744) Jodiefoster
(17744) Jodiefoster – mała planetoida okrążająca Słońce w głównym pasie asteroid. Została odkryta 18 stycznia 1998 roku w programie ODAS. Nazwa planetoidy pochodzi od Jodie Foster (ur. 1962), amerykańskiej aktorki. Przed jej nadaniem planetoida nosiła oznaczenie tymczasowe (17744) 1998 BZ31.